# کینیسوکائین
کینیسوکائین(به انگلیسی: Quinisocaine) (INN) یا دی‌متیسوکین (BAN و USAN) یک بی حس‌کننده موضعی است که به عنوان ضدخارش نیز استفاده می‌شود.